# 감일중학교
감일중학교(甘一中學校)는 대한민국 경기도 하남시 감이동에 있는 공립 중학교이다.

## 학교 연혁
- 2017년 12월 20일 : 경기도립학교 설치조례 시행규칙 시행일(일반학급30, 특수학급1 설립 인가)
- 2019년 9월 1일 : 1학년 1학급, 2학년 1학급, 3학년 1학급 전입
- 2019년 9월 1일 : 초대 박애경 교장 취임
- 2019년 9월 1일 : 감일중학교 개교
- 2020년 1월 8일 : 제1회 졸업(졸업생수 8명)
- 2022년 3월 1일 : 제2대 박순서 교장 취임
- 2024년 1월 5일 : 제5회 졸업 (졸업생수 273명)
- 2024년 3월 4일 : 1학년 8학급, 2학년 8학급, 3학년 9학급

## 참고 자료
- 감일중학교 - 한국교육학술정보원 학교알리미